# دبي موتور سيتي
دبي موتور سيتي هي شركة تطوير عقاري في دبي، الإمارات العربية المتحدة، من قبل الاتحاد العقارية (شركة تطوير عقاري مقرها الإمارات العربية المتحدة). يعتمد التطوير على موضوع رياضة السيارات ويتضمن وحدات سكنية وأبراج تجارية ومرافق رياضة السيارات وتجارة التجزئة ومنتزهًا ترفيهيًا.
المكونات الرئيسية لمدينة دبي للسيارات هي:
- دبي أوتودروم مضمار معتمد من الاتحاد الدولي للسيارات والذي تم افتتاحه في أكتوبر 2004. أول معلم جذب في دبي لاند يتم افتتاحه على الإطلاق.
- أب تاون موتور سيتي - مشروع سكني منخفض الارتفاع يشمل مناطق ترفيهية وحدائق ومدارس.[3]
- جرين كوميونيتي موتورسيتي - مشروع سكني يتكون من فيلات عائلية وتاون هاوس وبنغلات بالإضافة إلى شقق فاخرة مع شرفات.
- مجمع بزنس بارك موتور سيتي - مساحات مكتبية في العديد من الأبراج الشاهقة ومساحات البيع بالتجزئة بما في ذلك صالات عرض السيارات والمتاجر الأخرى المتعلقة بالسيارات.
- أف 1-أكس دبي - منتزه فورميولا واحد.
- مشروع “تكايا” في موتور سيتي دبي - أطلقت شركة الاتحاد العقارية رسميًا مشروعها السكني الجديد “تكايا” في موتور سيتي دبي، والذي يعد أحدث إضافة إلى مجموعة مشاريعها العقارية المتنوعة في دبي والمُصمَّم لرسم ملامح جديدة ترتقي بتجربة العيش العصرية الراقية. وتهدف الشركة من خلال هذا المشروع إلى إرساء معايير جديدة لفئات المجتمع المتوسطة والعليا، إذ يعد بتجارب معيشية استثنائية لسكانه. [4] [5]

بصرف النظر عن دبي أوتودروم الذي تم افتتاحه في عام 2004، كان من المقرر الانتهاء من التطورات المتبقية داخل موتور سيتي في عام 2009. ومع ذلك، في فبراير 2009، أعلنت شركة الاتحاد العقارية أنه سيتم تعليق حديقة أف1-أكس وتأجيلها بسبب الأزمة المالية العالمية ومشاكل الحصول على الائتمان. بدأ تسليم أب تاون موتور سيتي إلى المالكين على مراحل خلال مارس 2009 وتم الآن تسليم جميع الوحدات السكنية بالكامل.
تستضيف دبي موتور سيتي الآن مجموعة من منافذ البيع بالتجزئة التي تتراوح من سوبر ماركت كبير إلى العديد من المطاعم والمنافذ الأخرى.
منذ أن دمرت الأزمة المالية العالمية اقتصاد دبي في أواخر عام 2008، توقف العمل في بعض جوانب المشروع تمامًا، تاركًا فندق ماريوت ودبي أف1-أكس الترفيهي نصف مبنيين.

## روابط خارجية
- دبي موتور سيتي[وصلة مكسورة] - الموقع الرسمي